# Marrupa
 Marrupa  es una villa y también uno de los dieciséis   distritos que forman la provincia de Niassa  en la zona septentrional  de Mozambique, región  fronteriza con Tanzania y Malaui, entre las provincias de Cabo Delgado, Zambezia y Nampula. Región ribereña del Lago Niassa. Sus coordenadas son 13°11′S 37°30′E / -13.183, 37.500.
La sede de este distrito es la villa de Marrupa. 

## Geografía
Situado en extremo centro-este del distrito en el límite con la provincia de Cabo Delgado.
Linda al norte con los distritos de Mecula y de Mavago; al sur con los de Maúa] y de Nipepe; al este con Balama en cabo Delgado;y al oeste con Majune.
Este distrito tiene una extensión superficial de 17 263 km² y una población de 40 199 habitantes en 1977 y  53 936 en 2005.

## División administrativa
Este distrito formado por  siete localidades, se divide en tres puestos administrativos (posto administrativo), con la siguiente población censada en 2005:
- Marrupa, sede y 40 232 (Massenguesse, Pringilane y Messalo).
- Marangira, 7 856 (mantete).
- Nungo, 5 849.

## Ayuda humanitaria
Se encuentra en una de las zonas más pobres del país. Recientemente, con el apoyo de Oxfam y de la fundación Mundukide, se han creado varias empresas en una población con una elevadísima tasa de paro.